# Russell Sturgis

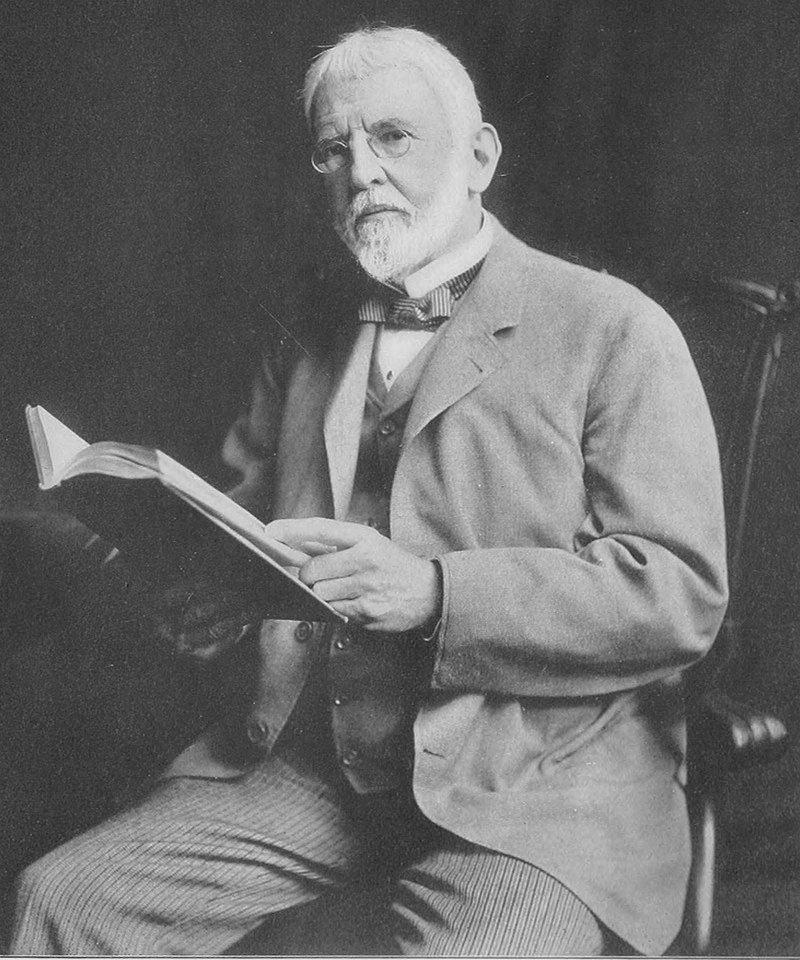
Russell Sturgis

Russell Sturgis (* 16. Oktober 1836 im Baltimore County, Maryland; † 11. Februar 1909 in New York City) war ein US-amerikanischer Architekt und Architekturhistoriker, der in New York City wirkte.

## Leben
Russell Sturgis war Sohn des in Baltimore tätigen New Yorker Kaufmannes Russell Sturgis und dessen Gattin Margaret Sturgis, geborene Dawes Appleton. Er erlangte die Hochschulreife an New Yorker Schulen und absolvierte sodann 1856 das City College of New York, beeinflusst von dem Londoner John Ruskin. Das Studium der Architektur folgte zunächst in New York bei dem Prager Leopold Eidlitz und darauf bis 1862 in München. In die Heimat zurückgekehrt, arbeitete Russell Sturgis dort von 1863 bis 1868 mit dem Architekten Peter Bonnett Wight (1838–1925) zusammen und machte sich anschließend selbständig.
Während der Pariser Weltausstellung 1878 verbrachte Russell Sturgis einige Monate in Frankreich. Nach seiner Rückkehr lehrte er am oben erwähnten New Yorker College Architektur und Künstlerische Gestaltung. 1880 bis 1884 lebte er zumeist in Florenz und Paris. Zurück in den Vereinigten Staaten, lehrte Russell Sturgis Kunst an der Columbia University, am Metropolitan Museum of Art, am Peabody Institute und am Art Institute of Chicago. Der Architekt Arthur Bates Jennings (1849–1927) war einer seiner Schüler.
Am 26. Mai 1864 heiratete Russell Sturgis die New Yorkerin Sarah Maria Barney, Tochter des Präsidenten der Wells Fargo Kompanie. Das Paar bekam sieben Kinder, von denen sechs das Kindesalter überlebten.
Russell Sturgis war während seiner letzten Lebensjahre fast erblindet.

## Werk (Auswahl)

### Architekt
Von 1865 bis 1880 war Russell Sturgis als Architekt produktiv. So entwarf er unter anderen für die Yale University 1874 bis 1876 die Battell Kapelle und 1868 bis 1870 die Farnham Hall, 1870 bis 1871 die Durfee Hall (1870–1871) und 1886 die Lawrance Hall.
1875 bis 1881 entwarf er den umfassenden Umbau der 1847 errichteten First Baptist Church of Tarrytown.

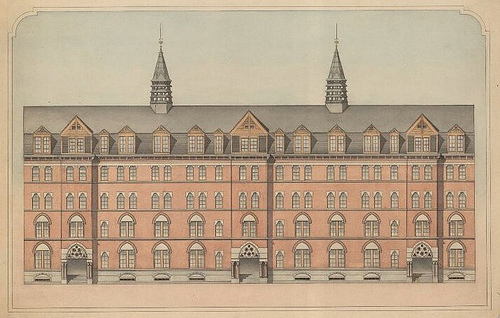
Farnham Hall, Entwurf um 1868
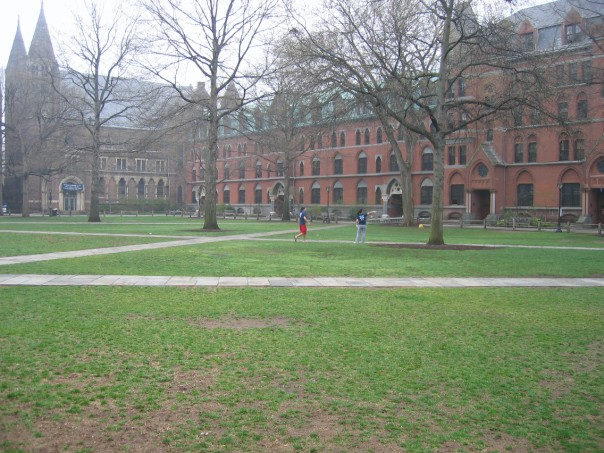
Battell Kapelle, Farnham Hall und Lawrance Hall
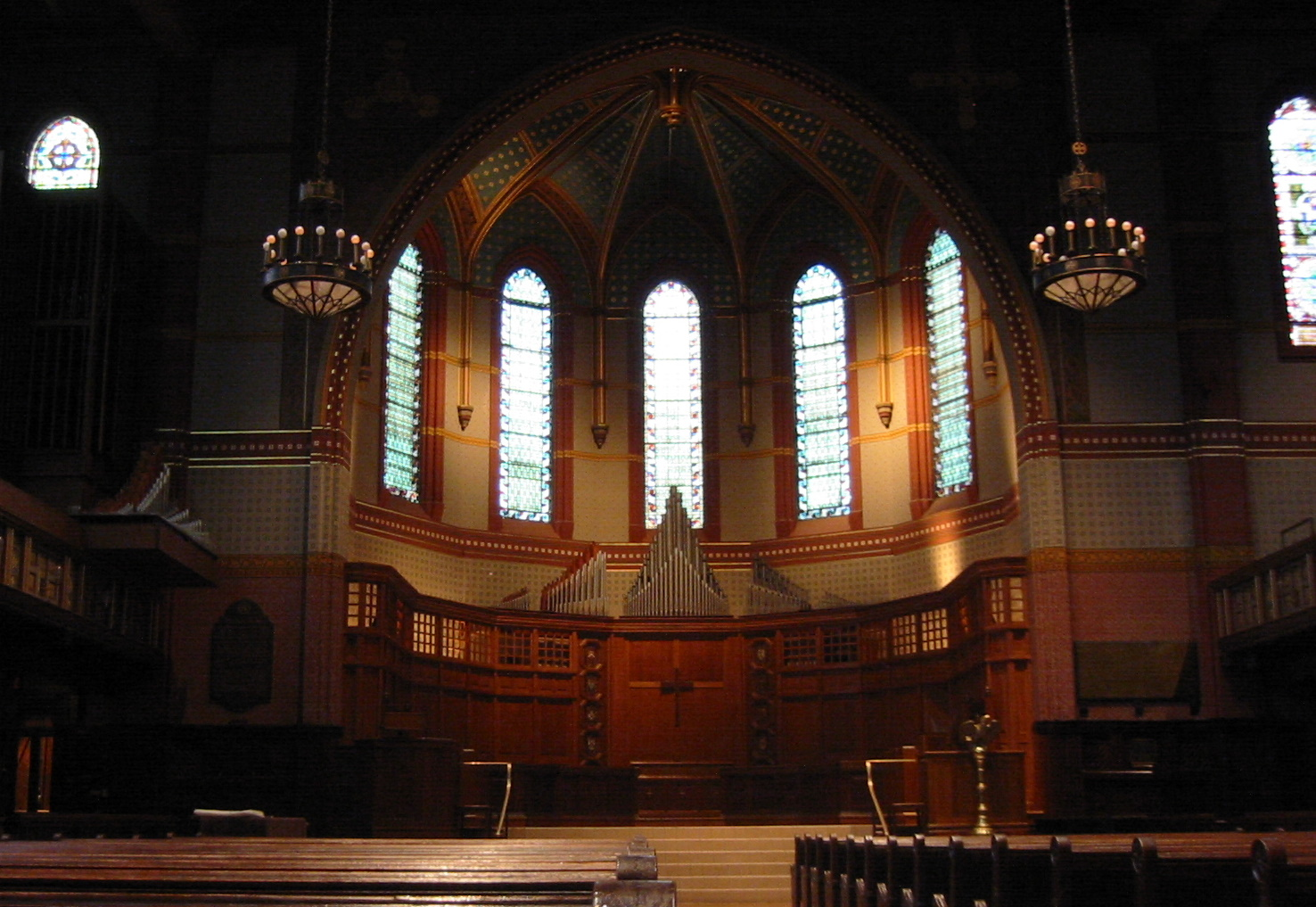
Battell Kapelle
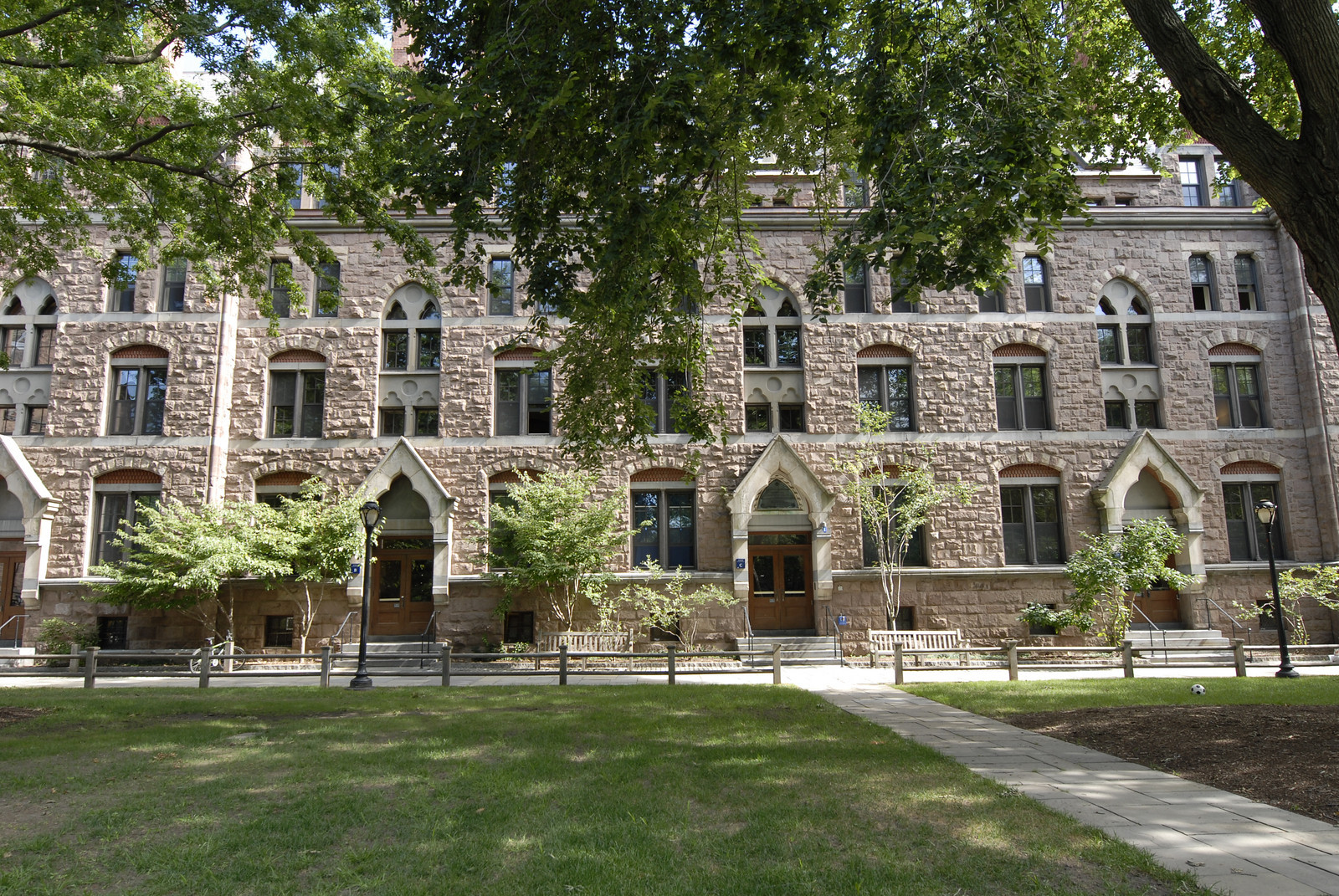
Durfee Hall
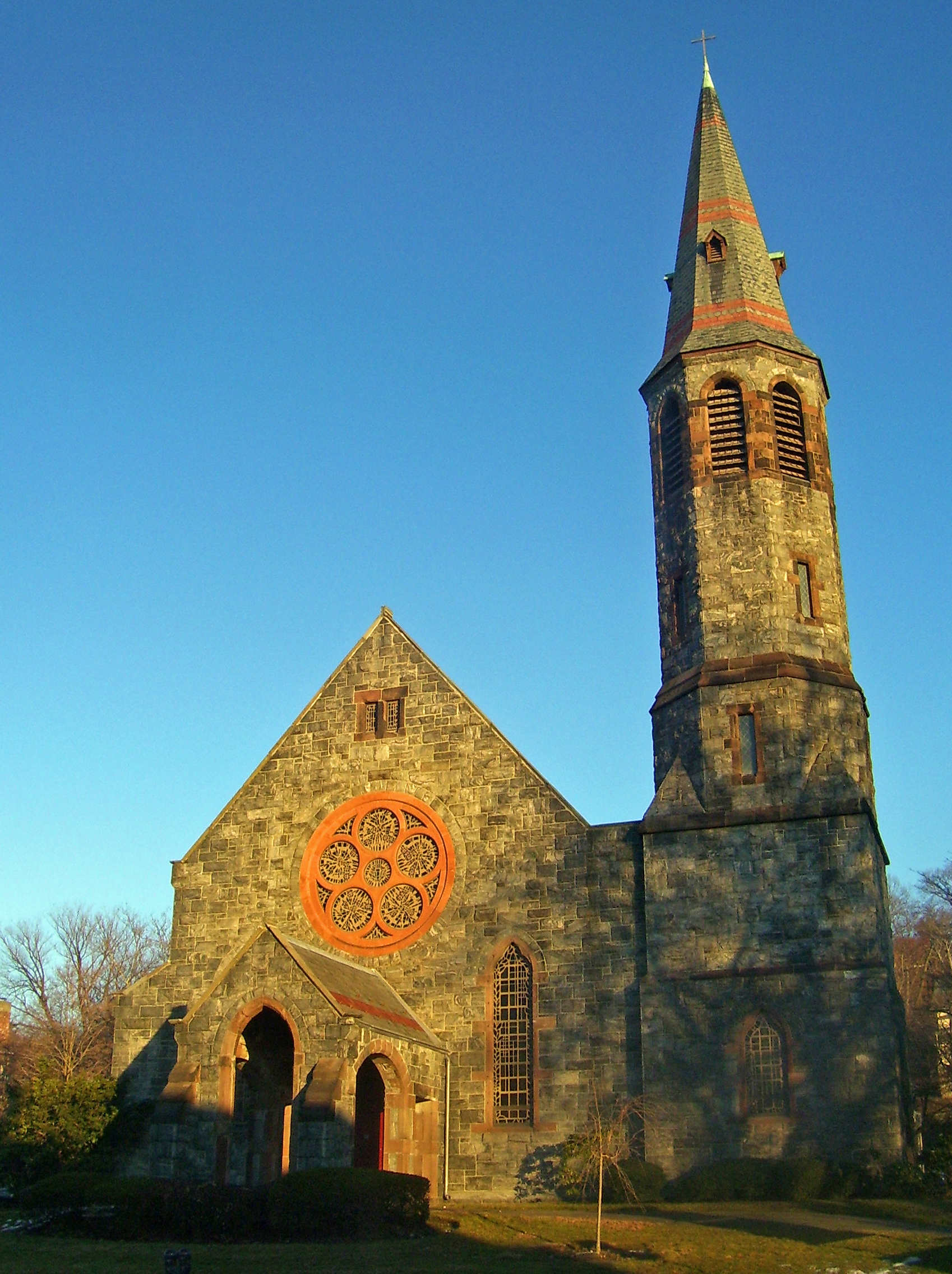
First Baptist Church Tarrytown

### Autor
- 1896: European Architecture. A Historical Study. archive.org
- 1900: The Etchings of Piranesi. archive.org
- 1903: How to Judge Architecture. archive.org
- 1904: The Appreciation of Sculpture. archive.org
- 1905: The Appreciation of Pictures. archive.org
- 1905: A Study of the Artist’s Way of Working in the Various Handicrafts and Arts of Design. Band 1; archive.org
- 1905: The Interdependence of the Arts of Design. archive.org
- 1906: Ruskin on Architecture.
- 1906–1915: History of Architecture. 4 Bände. Bände 3 und 4 vollendet von dem Kunsthistoriker Arthur Lincoln Frothingham, Jr. (1859–1923)

## Gründungen, Ämter und Mitgliedschaften
- 1863 Gründung der Society for the Advancement of Truth in Art zusammen mit dem Maler John William Hill (1812–1879) und dem Kunstkritiker Clarence Cook. In der Zeitung The New Path dieser Gesellschaft profilierte sich Russell Sturgis mit Artikeln zu Kunst und Architektur – seinem späteren großen Lebenswerk.
- 1868 Sekretär des American Institute of Architects
- 1870–1876 Mitbegründer des Metropolitan Museum of Art
- Fellow am American Institute of Architects, an der National Academy of Design und am Brooklyn Institute of Arts and Sciences
- Mitglied der Archaeological Society und der National Society of Mural Painters
- 1889–1893 Präsident der Architectural League of New York
- 1895–1897 Präsident der Fine Arts Federation of New York